# Agència del Balutxistan

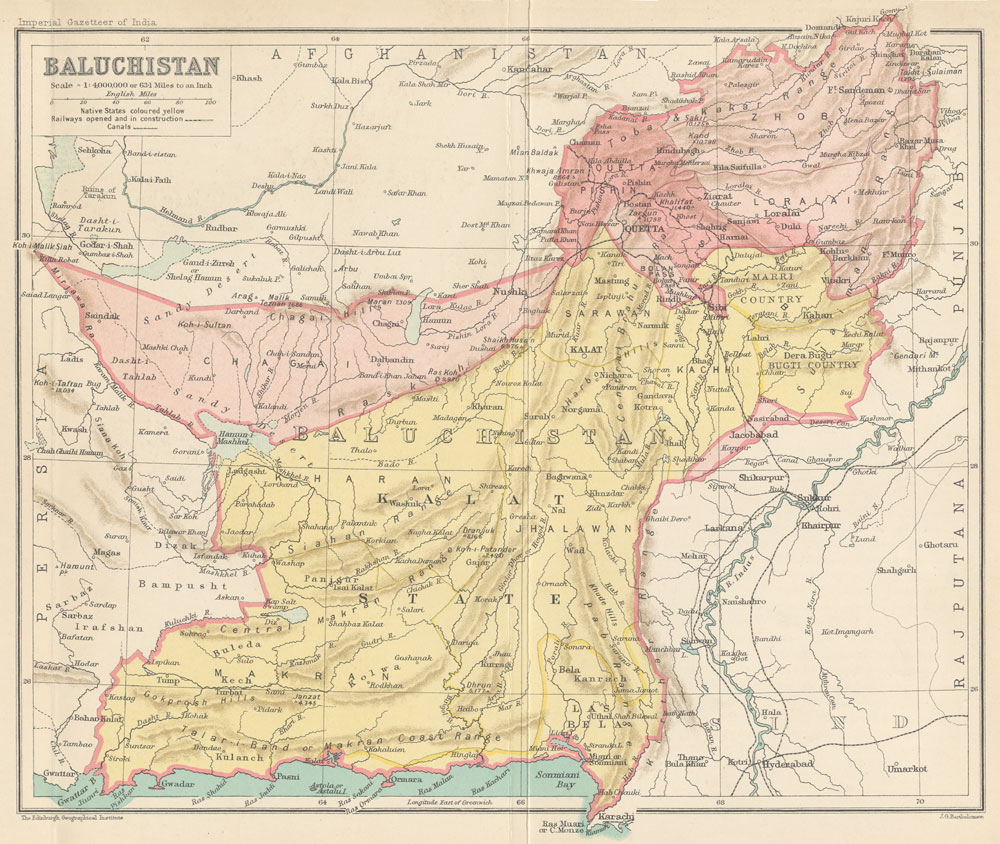
Mapa de l'agència del Balutxistan

L'agència del Balutxistan fou una de les agències de l'Índia, una entitat de l'Índia Britànica de la qual formaven part territoris amb control polític i altres territoris directament sota domini britànic, i era part de la província britànica del Balutxistan.
Els territoris de l'agència era un terme poc definit que incloïa les àrees protegides i 96.389 km² de territori sota domini directe formats pel tahsil de Quetta, el districte de Pas de Bolan, els tahsils de Nushki i de Nasirabad cedits pel kan de Kelat, les terres ocupades pel ferrocarril de Jhatpat a Mithri, de Nari a Spintangi, i de Spezand a Sorosham, el Chagai, el Sinrijani Occidental, i les agències de Zhob i Lorolai (excepte el tahsil de Duki a la darrera agència) els habitants de les quals havien signat tractats particulars de protecció. També en formaven part els territoris tribals de Marri i Bugti.
Els estats, tots nominalment dependents de Kelat, eren, a més del Kanat de Khelat, les seves dependències feudals de Kharan, Makran, Jhalawan, Kachhi i Sarawan. L'estat de Las Bela, encara que era tributari de Kelat, era considerat estat separat.
Sarawan, tribus al nord de Kelat, estava governat per un cap hereditari anomenat el Raisani Sardar vassall del kan; Jhalawan (capital Khuzdar), les tribus que vivien al sud de Kelat, estaven sota un cap hereditari anomenat Zahri Sardar. Les dues tribus tenien complet autogovern. El cap de Jhalawan va declarar la seva submissió al kan per l'acord de Mastung agreement i el tractat de 1876; Kharan i Makran eren antigues províncies els sardars de les quals havien esdevingut virtualment independents, però reconeixien la sobirania de Kelat. Kachhi era una zona tribal a l'àrea muntanyosa a l'est de Kelat i el seu governant reconeixia la preeminència del kan (només era un part del Kachhi, el territori tribal, ja que la resta de la regió formava cinc niabats dels nou en què estava dividit el kanat).